# Luchthaven Ko Samui
De Luchthaven Ko Samui (ook wel Luchthaven Koh Samui of Ko(h) Samui Airport) is de toegangspoort tot het Thaise eiland Ko Samui. De luchthaven is eigendom van Bangkok Airways en gelegen op het noordoostelijke deel van het eiland. 
De luchthaven van Samui is gebouwd in de stijl van het eiland zelf. Overal groeien palmen, kleurige bloemen en zijn tropische tuinen. De luchthaven probeert zo goed mogelijk met het milieu om te gaan. Dit zie je terug in het rieten dak van de terminal en de harmonie tussen natuur en vervoer waarin de luchthaven is gebouwd.

## Geschiedenis

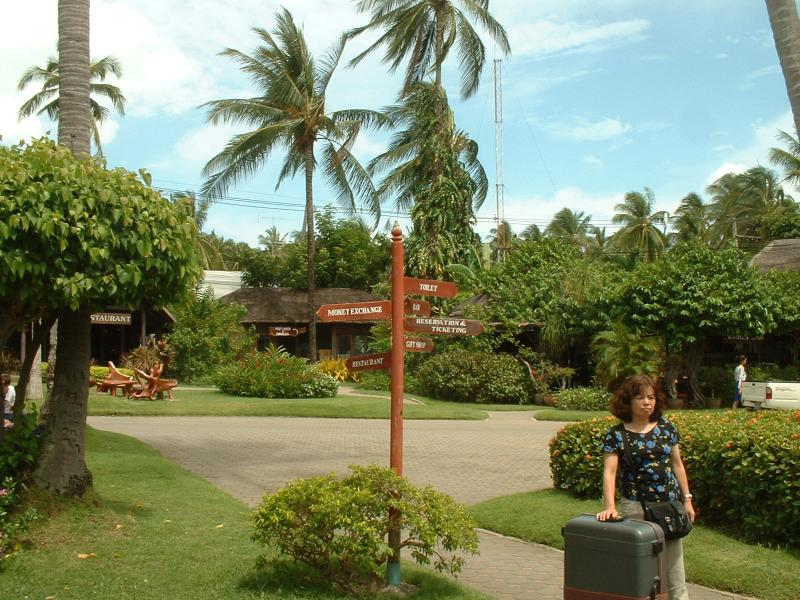

Voordat de luchthaven werd gebouwd was men in de toeristische industrie vooral afhankelijk van rugzaktoeristen die met kleine bootjes aankwamen op het eiland. Toen begon men te denken over een luchthaven. Er werd aan de beginnende luchtvaartmaatschappij Bangkok Airways een concessie gegeven en daarmee kon de bouw van de eerste privéluchthaven in Thailand van start. Later heeft Bangkok Airways nog concessies gehad voor 2 andere private luchthavens namelijk de luchthaven Sukhothai en de luchthaven Trat. In 1989 werd de luchthaven geopend door koning Rama IX. In de jaren daarna nam het aantal toeristen door de luchtverbindingen tussen Samui en Bangkok sterk toe. 
In het begin van de 21e eeuw ontstond er kritiek vanuit het Thaise toeristenbureau (de TAT) omdat de prijzen van vluchten naar Ko Samui door het monopolie van Bangkok Airways kunstmatig hoog worden gehouden. De TAT heeft sindsdien voorgesteld om een tweede luchthaven op het eiland aan te leggen, gebouwd door de overheid.
Bangkok Airways heeft plannen om de baan te verlengen naar 2100 m om met grotere vliegtuigen te kunnen vliegen en het vliegveld ook voor concurrenten te kunnen openstellen. Daarvoor is echter minimaal 200 miljoen baht nodig en de baan moet in zee verlengd worden.

## Vluchten
Bangkok Airways voert per dag meer dan 40 vluchten uit op de route Bangkok-Ko Samui,
Ko Samui-Phuket, Ko Samui-Pattaya, Ko Samui-Krabi en Ko Samui-Singapore.